# Roger Nicholas
Roger Nicholas (* 8. April 1958 in South Windsor, Connecticut) ist ein ehemaliger US-amerikanischer Eishockeyspieler, der während seiner Karriere unter anderem für den ECD Iserlohn, Kölner EC, Mannheimer ERC und Eintracht Frankfurt in der Bundesliga aktiv war. Mit Köln wurde er einmal Deutscher Meister. Seit dem Ende seiner Spielerkarriere ist er als Trainer tätig, hauptsächlich im Nachwuchsbereich und in unteren Ligen.

## Karriere als Spieler
Nachdem Nicholas seit 1975 im High-School-Ligensystem der Vereinigten Staaten und in der dritten Division der National Collegiate Athletic Association gespielt hatte, ohne jedoch den Durchbruch zu schaffen und in ein Team der National Hockey League zu kommen, wechselte er im Sommer 1981 zum GSC Moers, welches das erste deutsche Team war, bei dem er spielte. Von dort wechselte er 1982 zum EC Hannover in die drittklassige deutsche Oberliga Nord. Danach ging er erstmals nach Hessen zum EC Bad Nauheim, wo ihm im folgenden Jahr der Aufstieg mit Nauheim in die 2. Bundesliga gelang. Hiernach wechselte Nicholas zu dem GSHC – Genève-Servette HC – in die Schweiz. In dieser Spielzeit wurde der ECD Iserlohn auf ihn aufmerksam und nahm ihn unter Vertrag. Von da an spielte Nicholas insgesamt sechs Spielzeiten in der damals höchsten deutschen Liga, unter anderem beim Kölner EC – mit dem er in der Saison 1987/88 Deutscher Meister wurde – und bei Eintracht Frankfurt, wo er Teil des erfolgreichen Trios mit Jiří Lála und Mark Jooris war.
Seine letzte Station war der Frankfurter ESC, für den er in 131 Spielen insgesamt 242 Scorerpunkte erzielte. In der Saison 1993/94 musste er seine Karriere auf Grund einer Knieverletzung beenden. In der Bundesliga absolvierte er insgesamt mehr als 200 Spiele mit 221 Scorerpunkten.

## Karriere als Trainer und Funktionär
Nach dem abrupten Ende seiner Profilaufbahn strebte Nicholas nicht sofort eine Karriere als Trainer an. Von 1996 bis 2011 waren seine Trainerstationen immer wieder die Frankfurt Young Lions und die Roten Teufel Bad Nauheim, wo er immer den Nachwuchsbereich betreute. Von 2009 bis 2011 war er zudem Headcoach des TSV Schott Mainz.
Ab 2011 war Nicholas als Trainer, teilweise mehrfach, für drei unterschiedliche Vereine tätig: Die Darmstadt Dukes führte er in der Saison 2011/12 als Headcoach erfolgreich durch die Spielzeit. Von 2016 bis 2019 war er in derselben Funktion tätig und trainierte parallel auch unterschiedliche Nachwuchsmannschaften. In dieser Doppelrolle arbeitete er auch von Ende November 2013 bis Anfang 2015 beim EC Lauterbach. Seit 2022 ist er zurück bei der Eintracht Frankfurt, wo er auch schon von 2012 bis 2013, im Jahr 2015 sowie in der Saison 2019/20 in Verantwortung gestanden hatte.
Einzige Station außerhalb Hessens in dieser Zeit waren die Krefeld Pinguine aus der Deutschen Eishockey Liga (DEL), bei denen Nicholas im Mai 2020 zum Geschäftsführer und Sportdirektor ernannt wurde. Schon im Oktober gab er dieses Amt an Sergey Saveljevs ab, blieb dem Verein aber als Berater und später als Leiter der Geschäftsstelle erhalten. Im März 2022 verließ er die Pinguine im Streit mit seinem Nachfolger.

## Karrierestatistik
(Legende zur Spielerstatistik: Sp oder GP = absolvierte Spiele; T oder G = erzielte Tore; V oder A = erzielte Assists; Pkt oder Pts = erzielte Scorerpunkte; SM oder PIM = erhaltene Strafminuten; +/− = Plus/Minus-Bilanz; PP = erzielte Überzahltore; SH = erzielte Unterzahltore; GW = erzielte Siegtore; 1 Play-downs/Relegation; Kursiv: Statistik nicht vollständig)